# 财产破坏

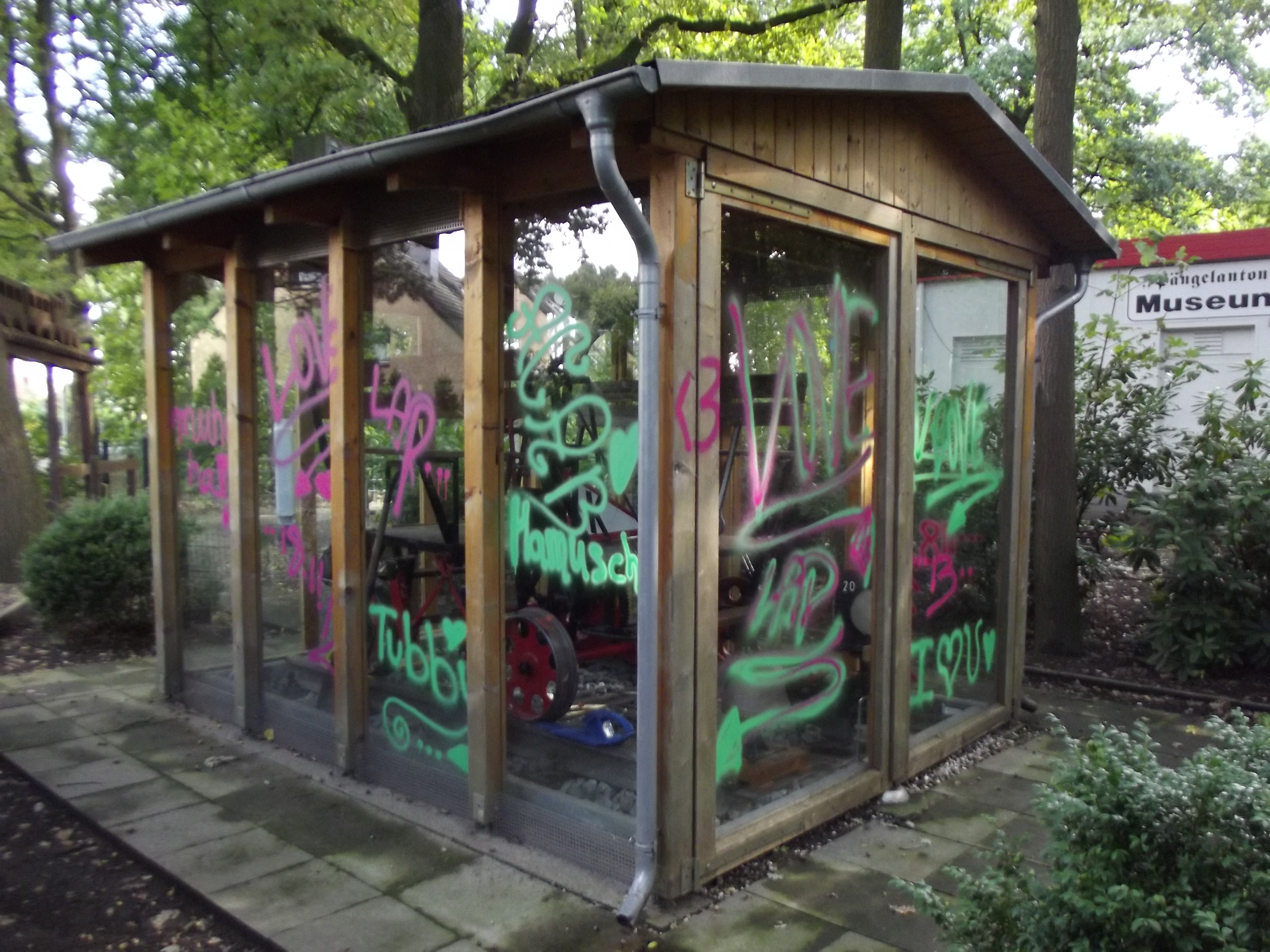
一个位于德国北莱茵-威斯特法伦遭到破坏的玻璃笼子

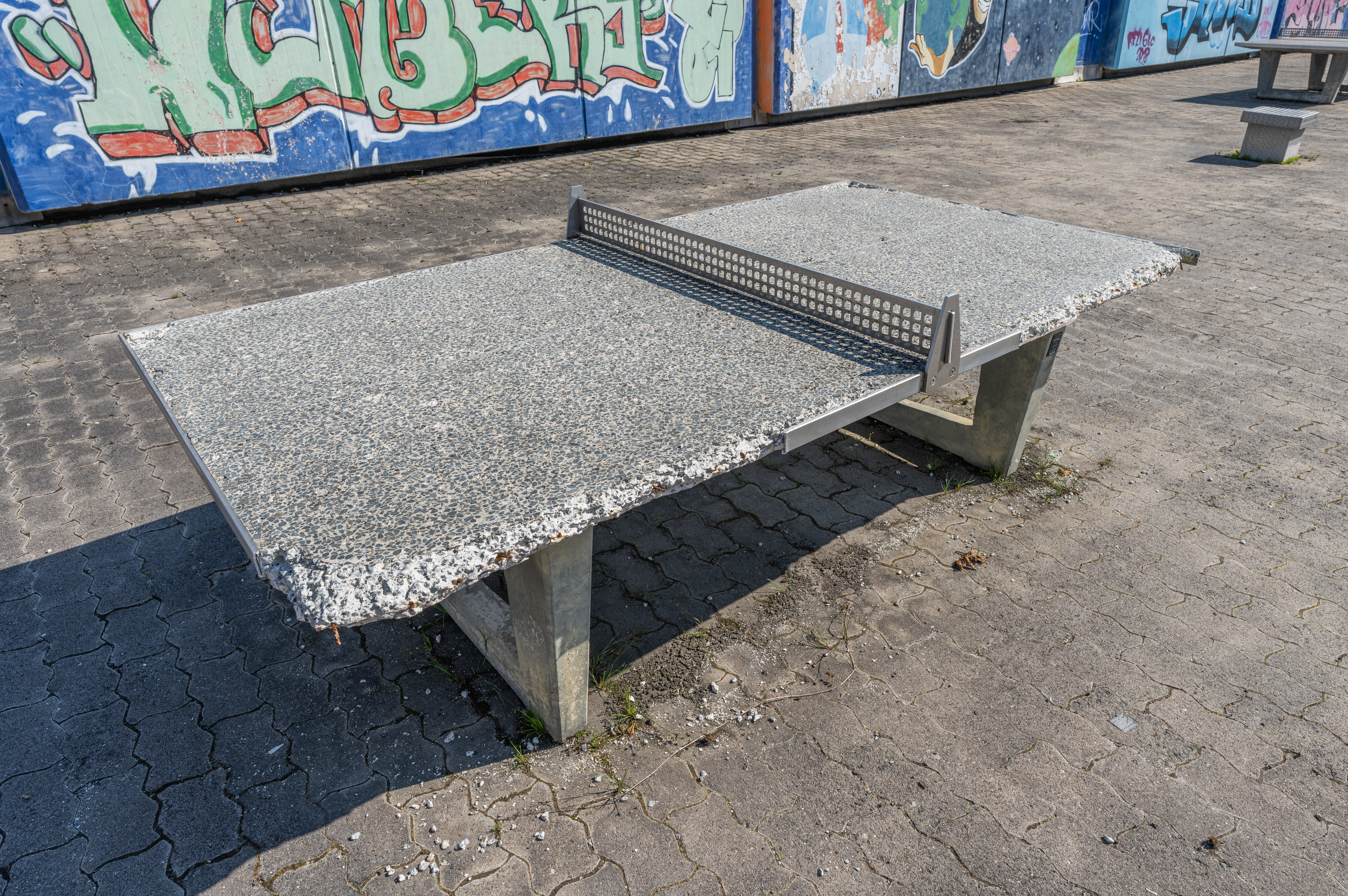
故意损坏的乒乓球桌

财产破壞，指蓄意毁坏或损坏公共或私人财产的行为。财产破坏包括刑事毀壞，如针对公共财产的塗鴉和污损。

## 实例
1794年1月，也即法國大革命時期，布盧瓦（Blois）地方立憲派主教（constitutional bishop）亨利·格來瓜爾（Henri Grégoire）給共和國會議（Republican Convention）遞交了一份報告，其中提及了共和國軍隊以毀壞文物為主的︁财产破坏。格來瓜爾将这一行为比作在汪达尔人在445年劫掠羅馬，但并无证据证明汪达尔人的劫掠行为在当时相对于同时期的攻城略地有何特殊之处。

## 犯罪行为

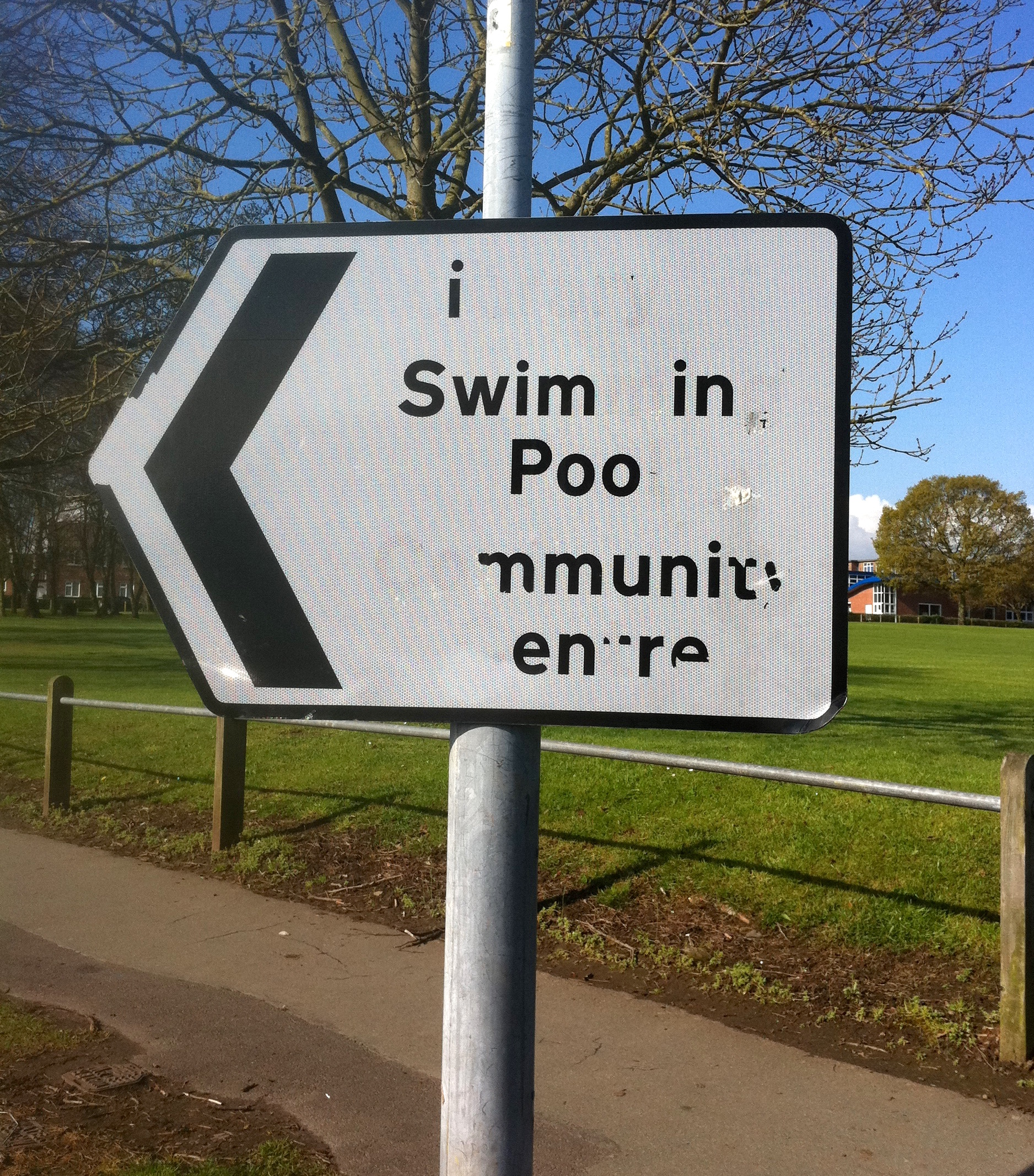
街道上的标志遭到破坏, 上面寫著“我在便便裡游泳” 。

部分公民可能会故意破坏他人的或公共的财产。刑事破坏行为有多种形式，例如塗鴉公共财产。更严重形式的财产破坏可能发生在騷亂等公众动乱中。财产破坏本身有时被认为是一个不太严重的常见罪行，地方政府已经对此通过了各种法律措施以防止财产破坏。

### 例子
财产破坏的例子包括在草坪上撒盐、砍其他人的树木，向公共财产投掷鸡蛋，打破窗户、縱火、在他人的物品上喷洒油漆，向锁中灌入胶水，扎破轮胎，故意堵塞水槽等。